# The Music...The Mem'ries...The Magic!
| Đánh giá chuyên môn | Đánh giá chuyên môn |
| Nguồn đánh giá      | Nguồn đánh giá      |
| Nguồn               | Đánh giá            |
| ------------------- | ------------------- |
| AllMusic            | [ 1 ]               |

The Music...The Mem'ries...The Magic! là album trực tiếp thứ chín của nữ ca sĩ người Mỹ Barbra Streisand, được ghi âm trong chuyến lưu diễn hòa nhạc cùng tên. Phát hành bởi Columbia Records vào ngày 8 tháng 12 năm 2017, album bán được 11.000 đơn vị trong tuần đầu tại Hoa Kỳ, với hầu như toàn bộ doanh số đến từ album truyền thống. The Music...The Mem'ries...The Magic! nhận được một đề cử ở hạng mục Album giọng pop truyền thống xuất sắc nhất tại lễ trao giải Grammy lần thứ 61.

## Danh sách bài hát
| The Music...The Mem'ries...The Magic! – Phiên bản chuẩn | The Music...The Mem'ries...The Magic! – Phiên bản chuẩn         | The Music...The Mem'ries...The Magic! – Phiên bản chuẩn |
| STT                                                     | Nhan đề                                                         | Thời lượng                                              |
| ------------------------------------------------------- | --------------------------------------------------------------- | ------------------------------------------------------- |
| 1.                                                      | "People" (Overture)                                             | 1:30                                                    |
| 2.                                                      | "The Way We Were"                                               | 3:54                                                    |
| 3.                                                      | "Everything"                                                    | 4:06                                                    |
| 4.                                                      | "Being at War with Each Other"                                  | 3:33                                                    |
| 5.                                                      | "No More Tears (Enough Is Enough)"                              | 2:14                                                    |
| 6.                                                      | "Evergreen"                                                     | 5:06                                                    |
| 7.                                                      | "You Don't Bring Me Flowers"                                    | 3:28                                                    |
| 8.                                                      | "Being Alive"                                                   | 3:18                                                    |
| 9.                                                      | "Papa, Can You Hear Me?"                                        | 5:17                                                    |
| 10.                                                     | "Pure Imagination"                                              | 6:11                                                    |
| 11.                                                     | "Who Can I Turn To (When Nobody Needs Me)" (với Anthony Newley) | 3:50                                                    |
| 12.                                                     | "Losing My Mind"                                                | 4:02                                                    |
| 13.                                                     | "Isn't This Better"                                             | 2:38                                                    |
| 14.                                                     | "How Lucky Can You Get"                                         | 4:15                                                    |
| 15.                                                     | "Don't Rain on My Parade"                                       | 3:45                                                    |
| 16.                                                     | "People"                                                        | 4:22                                                    |
| 17.                                                     | "Climb Ev'ry Mountain" (với Jamie Foxx)                         | 6:22                                                    |
| 18.                                                     | "Happy Days Are Here Again"                                     | 4:16                                                    |
| 19.                                                     | "I Didn't Know What Time It Was"                                | 6:04                                                    |
| Tổng thời lượng:                                        | Tổng thời lượng:                                                | 78:11                                                   |

| The Music...The Mem'ries...The Magic! – Phiên bản cao cấp | The Music...The Mem'ries...The Magic! – Phiên bản cao cấp       | The Music...The Mem'ries...The Magic! – Phiên bản cao cấp |
| STT                                                       | Nhan đề                                                         | Thời lượng                                                |
| --------------------------------------------------------- | --------------------------------------------------------------- | --------------------------------------------------------- |
| 1.                                                        | "People" (Overture)                                             | 1:30                                                      |
| 2.                                                        | "The Way We Were"                                               | 3:31                                                      |
| 3.                                                        | "Introductory Remarks"                                          | 2:20                                                      |
| 4.                                                        | "Everything"                                                    | 4:40                                                      |
| 5.                                                        | "Being at War with Each Other"                                  | 3:33                                                      |
| 6.                                                        | "No More Tears (Enough Is Enough)"                              | 2:24                                                      |
| 7.                                                        | "Evergreen"                                                     | 5:06                                                      |
| 8.                                                        | "You Don't Bring Me Flowers"                                    | 4:25                                                      |
| 9.                                                        | "Being Alive"                                                   | 4:34                                                      |
| 10.                                                       | "Directing Movies"                                              | 3:07                                                      |
| 11.                                                       | "Papa, Can You Hear Me?"                                        | 4:56                                                      |
| 12.                                                       | "Pure Imagination"                                              | 6:11                                                      |
| 13.                                                       | "Making Encore"                                                 | 3:01                                                      |
| 14.                                                       | "Who Can I Turn To (When Nobody Needs Me)" (với Anthony Newley) | 3:48                                                      |
| 15.                                                       | "Losing My Mind"                                                | 4:31                                                      |
| 16.                                                       | "Isn't This Better"                                             | 2:38                                                      |
| 17.                                                       | "How Lucky Can You Get"                                         | 4:15                                                      |
| 18.                                                       | "Don't Rain on My Parade"                                       | 3:45                                                      |
| 19.                                                       | "People"                                                        | 4:22                                                      |
| 20.                                                       | "Climb Ev'ry Mountain" (với Jamie Foxx)                         | 7:03                                                      |
| 21.                                                       | "Happy Days Are Here Again"                                     | 3:35                                                      |
| 22.                                                       | "Jingle Bells?"                                                 | 3:50                                                      |
| 23.                                                       | "With One More Look at You"                                     | 6:11                                                      |
| 24.                                                       | "I Didn't Know What Time It Was"                                | 6:01                                                      |
| 25.                                                       | "By the Way"                                                    | 3:11                                                      |
| 26.                                                       | "Children Will Listen"                                          | 3:36                                                      |
| 27.                                                       | "Everything Must Change"                                        | 3:41                                                      |
| Tổng thời lượng:                                          | Tổng thời lượng:                                                | 109:45                                                    |

## Xếp hạng

### Xếp hạng tuần
| Bảng xếp hạng (2017)                 | Vị trí cao nhất |
| ------------------------------------ | --------------- |
| Album Úc (ARIA)                      | 45              |
| Album Bỉ (Ultratop Vlaanderen)       | 133             |
| Album Hà Lan (Album Top 100)         | 69              |
| New Zealand Heatseeker Albums (RMNZ) | 6               |
| Album Scotland (OCC)                 | 59              |
| Album Anh Quốc (OCC)                 | 65              |
| Album Hoa Kỳ Billboard 200           | 69              |